# Río Tiribí
El río Tiribí es un río de Costa Rica, ubicado en el Valle Central y perteneciente a la vertiente del océano Pacífico. Nace en las faldas de la cordillera Volcánica Central y recorre los cantones de La Unión y Cartago en la provincia de Cartago, y los cantones de Desamparados y Montes de Oca en la provincia de San José. Sus principales afluentes son los ríos Chiquito, Chagüite, Bosque, Torres y María Aguilar. El río Tiribí confluye con el María Aguilar y vierte sus aguas en el río Virilla, que a su vez desagua en el río Grande de Tárcoles, que desemboca en el océano Pacífico. Por su posición en el centro del país, una de las zonas de mayor población de Costa Rica, la parte baja de su cuenca es una de las más contaminadas del país, sin embargo, la parte alta de su cuenca, debido a su importancia como recurso hídrico, se encuentra protegida por la Zona Protectora Río Tiribí, que pertenece al Área de conservación Central del Sistema Nacional de Áreas de Conservación de Costa Rica. Su nombre es una voz indígena proveniente de la lengua huetar, de significado desconocido. Se registró por primera vez en 1569 como el nombre propio de un cacique local subordinado del cacique Accerrí.